# Алга (женский футбольный клуб)
«Алга» — женский молдавский футбольный клуб из Тирасполя. Единственная женская команда на территории Приднестровья.

## История
История клуба берёт своё начало в 2009 году, когда команду основал и стал ею руководить Виктор Сеник. Название клуба «Алга» было предложено в 2012 году, до этого команда называлась «СДЮШОР-4».
В первом же сезоне команда выиграла Кубок Молдовы и стала серебряным призёром чемпионата.
В 2011 году стала бронзовыми призёрами чемпионата.
В 2013 году подопечные Виктора Сеника второй раз в истории выигрывают Кубок Молдовы и становятся серебряными призёрами чемпионата, в этом же году появляется дубль команды и выигрывает первенство Молдовы среди дублей.
В 2014 году, тираспольчанки завоёвывают бронзовые медали чемпионата, а дубль стал чемпионом в своей лиге.
В 2015 году команда завоевала Кубок Молдовы, серебряные медали в чемпионате, дубль завоевал серебряные медали во внутреннем первенстве.
Главными соперниками тираспольской команды являются клубы «Норок» и «Криуляны».

## Стадион
Республиканский стадион имени Е. Я. Шинкаренко — многофункциональный стадион в городе Тирасполе.

## Главные тренеры
| Тренер         | Гражданство | Начало | Конец |
| -------------- | ----------- | ------ | ----- |
| Виктор Сеник   | Молдова     | 2009   | 2016  |
| Николай Цуркан | Молдова     | 2016   | н. в. |

## Достижения
- Серебряный призёр чемпионата Молдовы (2): 2010, 2013, 2015
- Бронзовый призёр чемпионата Молдовы (1): 2011, 2014, 2016
- Обладатели Кубка Молдовы (3): 2010, 2013, 2015

### Достижения игроков

#### В клубе
- Лучшие игроки Республики Молдова:

2010 — Марина Колесникова
2013 — Надежда Колесниченко

#### Мастера спорта
В 2013 году 13 футболисткам было присвоено звание мастера спорта по футболу: Маргарита Панова, Анетта Шаповаленко, Елена Стоянова, Антонина Ерёмина, Людмила Свистунова, Марина Боештяну, Екатерина Довгая, Надежда Колесниченко, Виктория Остапенко, Виолетта Мицул, Каролина Цабур, Елена Фомина, Ольга Попова.

## Тренерский и административный штаб
- Главный тренер: Николай Цуркан
- Помощник главного тренера: Александра Боканча
- Помощник главного тренера: Дмитрий Антоновский
- Начальник команды: Николай Паламарчук